# 菩萨俟斤
菩萨，是7世纪初的回纥俟斤（部落首领），药罗葛氏。
菩萨材勇有谋，战必身先，被部众敬畏佩服。早年被父亲特健俟斤猜忌驱逐。约616年时，特健死后，部人立菩萨为俟斤。母亲乌罗浑，严明能决部事。627年，与薛延陀攻突厥北边，突厥颉利可汗遣欲谷设领骑十万讨伐，菩萨俟斤率军三千（一说五千）在马鬣山大败突厥，乘胜追击到天山，俘虏其部众，威震北方。依附薛延陀，脣齿相依，菩萨俟斤号活颉利发，在独乐水（土拉河）上建立牙帐。629年（貞觀三年），向唐朝朝贡。次年，唐朝擒颉利可汗之后，北方只有菩萨、薛延陀为盛。约636年左右去世。